# Iredalula
Iredalula là một chi ốc biển, là động vật thân mềm chân bụng sống ở biển trong họ Buccinulidae.

## Các loài
Các loài thuộc chi Iredalula bao gồm:
- Iredalula groschi Fraussen & Monsecour, 2007[2]